# Lorna Luft

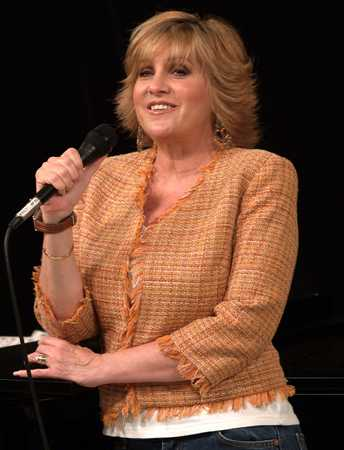
Lorna Luft

Lorna Luft (Santa Monica, Californië, 21 november 1952) is een Amerikaans toneel- en
filmactrice en zangeres. Zij is de dochter van zangeres/actrice Judy Garland en Sidney Luft (Garlands derde echtgenoot en manager). Zij is een halfzuster van Liza Minnelli.
Lorna Luft woont in Beverly Hills en is getrouwd met muzikant Colin R. Freeman.
- Bibliothèque nationale de France: cb13937204c (data)
- Gemeinsame Normdatei: 12124959X
- International Standard Name Identifier: 0000 0001 0021 8905
- Library of Congress Control Number: n86025451
- MusicBrainz: 978155fd-00e4-480b-b7fd-dfff2e5023ba
- Nederlandse Thesaurus van Auteursnamen: 229893783
- SNAC: w6bg3c2b
- Virtual International Authority File: 2660472
- WorldCat: E39PBJyt3JQmJQkmVFKfcMtHYP